# 15120 Mariafélix
15120 Mariafélix eller 2000 ES är en asteroid i huvudbältet som upptäcktes den 4 mars 2000 av den spanske astronomen Josep Juliá Gómez Donet vid Marxuquera-observatoriet. Den är uppkallad efter upptäckarens fru, Maria Jesús Albors Félix.
Asteroiden har en diameter på ungefär 2 kilometer.